# YKK

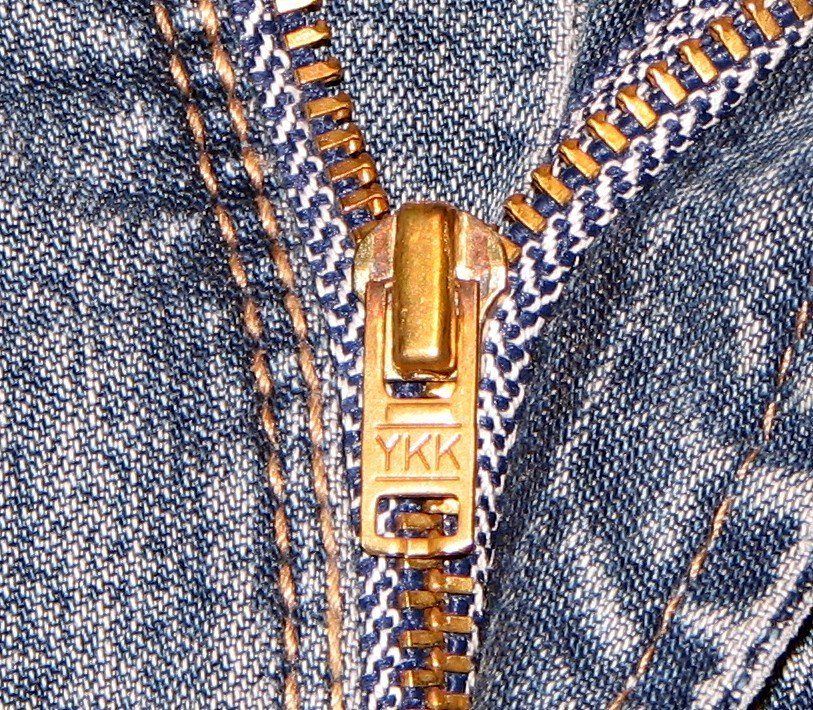
Gros-plan d'une fermeture à glissière YKK sur un jean

YKK, abréviation de Yoshida Kōgyō Kabushiki gaisha (吉田工業株式会社), est une entreprise japonaise fondée par Tadao Yoshida, à Nihonbashi, le 1er janvier 1934.
Créatrice de solutions pour les fixations, ses différents départements regroupent les fermetures à glissière, les rubans auto-agrippants, les boutons pression et rivets, les boucles en plastique, les rubans élastiques et sangles pour toutes les applications de la mode, des vêtements techniques, de l'ameublement, l'automobile, la maroquinerie, etc. 
Le groupe est le leader sur le marché des produits et accessoires « d'attache ». Il est aussi présent dans l'industrie du bâtiment, la haute technologie (fibre optique) et l’agriculture.  
En 2013, le groupe YKK emploie 38 235 personnes dans 70 pays avec plus de 250 usines et bureaux. Le chiffre d'affaires est alors supérieur à quatre milliards d'euros. En 2016, le chiffre d'affaires est proche de 742 milliards de yens (six milliards d'euros), et le groupe produit près de sept milliards de fermetures par an, soit la moitié de la production mondiale.
YKK France, filiale française du groupe, fondée en 1967, a situé son siège social en région parisienne et, de façon à répondre aux besoins du marché, a, depuis 1972, établi son usine à Seclin, près de Lille.